# Doryrhina cyclops
Doryrhina cyclops is een zoogdier uit de familie van de bladneusvleermuizen van de Oude Wereld (Hipposideridae). De wetenschappelijke naam van de soort werd voor het eerst geldig gepubliceerd door Temminck in 1853.

## Voorkomen
De soort komt voor in Kenia and Zuid-Soedan tot Senegal en Guinea-Bissau.